# Benjaminia euphydryadis
Benjaminia euphydryadis är en stekelart som först beskrevs av Henry Lorenz Viereck 1925.  Benjaminia euphydryadis ingår i släktet Benjaminia och familjen brokparasitsteklar. Inga underarter finns listade.